# Alfredo Li Bassi
Alfredo Li Bassi (Palermo, 24 febbraio 1971) è un attore e regista italiano.
A livello nazionale è noto per aver interpretato la parte di Carmelo Vella nei due film diretti da Marco Risi Mery per sempre e Ragazzi fuori.

## Biografia

### Il debutto nel cinema: 1989 - 1994

Alfredo LI Bassi insieme a Gianni Celeste, Salvatore Termini e Filippo Genzardi nel film Vite Perdute

Palermitano della zona della Vucciria, macellaio, cameriere e commesso di abbigliamento, ha iniziato per caso interpretando la parte di Carmelo Vella nei film di Marco Risi Mery per sempre (1989) e Ragazzi fuori (1990), dopodiché assieme ad altri ragazzi del cast ha girato a Milano il video della canzone Chiama piano, di Pierangelo Bertoli.
Nel 1992 interpreta due ruoli nei film Vite perdute, con il cantante neomelodico Gianni Celeste, e Ultimo respiro, con Francesco Benigno e Massimo Dapporto.
Ha un piccolo ruolo nel 1994, nel film Le buttane, di Aurelio Grimaldi.

### La pausa fuori dal cinema e il ritorno nel 2001 - 2008
Dopo la carriera cinematografica è diventato imprenditore fondando una casa cinematografica intitolata Assonorecinematografica situata a Palermo, ma è rimasto amico di Salvatore Termini, il King Kong di Mery per sempre e Ragazzi fuori. Nel 2001 interpreta un piccolo ruolo nel film L'attentatuni - Il grande attentato.
Torna nel 2004 nella fiction su Canale 5 Ultimo 3 - L'infiltrato con Raoul Bova e Tony Sperandeo, interpretando il ruolo di Vito. Nel 2006 recita in un piccolo cameo nel film Eccezzziunale... veramente - Capitolo secondo... me nella scena con Diego Abatantuono e Nino Frassica.
Nel 2008 ha una parte da protagonista nel film È tempo di cambiare, regia di Fernando Muraca con Tony Sperandeo e Annalisa Insardà. Recita anche nella fiction Il capo dei capi, interpretando il ruolo di Salvatore.
Sempre nel 2008 come tanti altri attori dei due film di Marco Risi, tra i quali Maurizio Prollo e Francesco Benigno, ha partecipato alle riprese del video della canzone Pensa, di Fabrizio Moro.

### Altri ruoli
Nel 2009 grazie alla sua casa cinematografica Assonorecinematografica, è protagonista del film commedia I picciuli con Salvatore Termini, Tony Sperandeo, Lello Musella, Franco Ricciardi e il protagonista della quarta edizione del reality Grande Fratello Patrick Ray Pugliese. Inoltre ha partecipato nella prima puntata della fiction Squadra antimafia - Palermo oggi insieme a Simona Cavallari nel ruolo de lo Sciancato.
Inizia nel 2012 a lavorare in due produzioni in USA e in Italia, con la regia di Carlo Fusco recita nel ruolo del killer nel film Vento di Sicilia, insieme ad attori come: Danny Glover, John Savage, Steven Bauer, Michael Madsen e altri attori americani e italiani.
Nel 2016 recita ancora nel ruolo del killer nel film The Wait, con Gianmarco Tognazzi, Luigi Maria Burruano e Antonio Catania.

## Filmografia

### Cinema
- Mery per sempre, regia di Marco Risi (1989)
- Ragazzi fuori, regia di Marco Risi (1990)
- Ultimo respiro, regia di Felice Farina (1992)
- Vite perdute, regia di Giorgio Castellani (1992)
- Le buttane, regia di Aurelio Grimaldi (1994)
- Eccezzziunale veramente - Capitolo secondo... me, regia di Carlo Vanzina (2006)
- C'era una volta il sud, regia di Francesco De Fazio (2007)
- È tempo di cambiare, regia di Fernando Muraca (2008)
- I picciuli, regia di Enzo Cittadino e Annarita Cocca (2009)
- Prigioniero di un segreto, regia di Carlo Fusco (2010)
- Un camorrista per bene, regia di Enzo Acri (2010)
- Tienimi stretto, regia di Luca Fortino (2011)
- Annamaura, regia di Salvo Grasso (2011)
- Fallo per papà, regia di Ciro Ceruti (2012)
- Vento di Sicilia, regia di Carlo Fusco (2012)
- Pagate Fratelli, regia di Salvatore Bonafinni (2012)
- The Wait, regia di Tiziana Bosco (2016)
- Quel bravo ragazzo, regia di Enrico Lando (2016)

### Televisione
- Brancaccio, regia di Gianfranco Albano - Miniserie TV (2001)
- L'attentatuni - Il grande attentato, regia di Claudio Bonivento - Miniserie TV (2001)
- Ultimo 3 - L'infiltrato, regia di Michele Soavi - Miniserie TV (2004)
- Il capo dei capi, regia di Enzo Monteleone - Miniserie TV (2008)
- L'ultimo padrino, regia di Marco Risi - Miniserie TV (2008)
- Squadra antimafia - Palermo oggi - Serie TV, episodio 1x01 (2009)
- Il commissario Montalbano - Miniserie TV, episodio 8x2 (2011)
- Un passo dal cielo - Serie TV, episodio 1x2 (2011)
- Felicia Impastato, regia di Gianfranco Albano - Film TV (2016)
- Boris Giuliano - Un poliziotto a Palermo, regia di Ricky Tognazzi - Miniserie TV (2016)
- Maltese - Il romanzo del Commissario, regia di Gianluca Maria Tavarelli - Miniserie TV (2017)
- The Bad Guy, regia di Giancarlo Fontana e Giuseppe Stasi - Serie Prime Video, 4 episodi (2022-2024)

### Cortometraggi
- Scacco matto, regia di Carlo Fumo (2008)
- I corvi, regia di Marco Limberti (2012)
- La picciotta ribelle, regia di Alfredo Li Bassi (2012)
- Il viaggio della vita, regia di Angelo Sferrazza (2012)
- Vino rosso sangue, regia di Riccardo D'Angelo (2013)
- Nel buio di una notte, regia di Alfredo Li Bassi (2013)

## Musica

### Videoclip
- 1990 – Chiama piano - (Pierangelo Bertoli e Fabio Concato)
- 2004 – Carcere - (Francesco Benigno)
- 2007 – Pensa - (Fabrizio Moro)
- 2012 – Sarà - (Tiziano Fiore)

## Riconoscimenti
- Mostra Internazionale d'Arte Cinematografica
  - 1990 – Premio Ciak d'oro all'attore per Ragazzi fuori